# Mongu
Mongu is de hoofdstad van de Westprovincie in Zambia. Het ligt op 1200 meter hoogte en heeft 44.310 inwoners (2000).  De stad ligt ongeveer 10 km ten westen van de rivier de Zambezi. In deze stad wonen voornamelijk Barotses die Lozi spreken, een Bantoetaal.
De warmste maanden vallen in het najaar, met in oktober een gemiddelde temperatuur van 35,4° C. Van mei tot augustus is het er koeler, met een gemiddelde temperatuur van 26,9° C in juni als koelste. Het regenseizoen duurt er van eind oktober tot april, met mogelijke overstromingen vanaf januari. In de omgeving wordt er rijst geteeld en wordt er aan veeteelt gedaan.
Mongu is sinds 1997 de zetel van een rooms-katholiek bisdom.